# Hans Lützkendorf
Hans Lützkendorf (* 4. April 1925 in Merseburg) ist ein deutscher Hörfunkjournalist.
Nach Abitur und Reichsarbeitsdienst (Frühling bis Herbst 1943) wurde Lützkendorf Funker in einer Nachrichtennahaufklärungseinheit der Wehrmacht. Anschließend kam er in amerikanische Kriegsgefangenschaft, aus der er im Sommer 1945 nach Hamburg entlassen wurde. Er kehrte nach Merseburg zurück und berichtete am 17. Juni 1953 als Journalist vom Aufstand der ostdeutschen Arbeiter. 1954 ging er in den Westen und studierte Publizistik, Soziologie und Germanistik. Von 1957 bis 1990 war er Redakteur beim Norddeutschen Rundfunk.
Hans Lützkendorf ist verheiratet und hat zwei Kinder. Er lebt in Hamburg und engagiert sich ehrenamtlich im Volksbund Deutsche Kriegsgräberfürsorge.

## Buchveröffentlichungen
- Weimar mit Umgebung. Mairs Geographischer Verlag, Ostfildern 1993; 5. aktualisierte Ausgabe, 2000, ISBN 3-8297-0029-6 (Marco Polo Reiseführer), Übersetzt ins Niederländische
- Leipzig. Mairs Geographischer Verlag, Ostfildern 1994; 5. aktualisierte Ausgabe, 1999, ISBN 3-89525-836-9 (Marco Polo Reiseführer)
- Lasst uns an ihren Gräbern stehen ... Reisen mit dem Volksbund deutsche Kriegsgräberfürsorge. Selbstverlag, Hamburg 2002

Aus der Reihe Schulfunk beim Ehrlich Verlag Lübeck:
- Die Deutsche Demokratische Republik. 1977 und 1980; später als: Die DDR. Geschichte, Gesellschaft, Geographie. 1985
- Die Volksrepublik China. 1981; später als: China, das Reich der Mitte. 1986 (Heft 27)
- Die Vereinten Nationen. 1981
- UdSSR. Rußland. 1982
- USA. 1983
- Afrika, der schwarze Kontinent. 1985
- Japan. Wirtschaftsmacht in Fernost.
- Medien. Information – Bildung – Unterhaltung. 1986 (Heft 50)
- Subkontinent Indien. Indische Union, Pakistan, Bangladesh, Sri Lanka. 1987 (Heft 52)